# Renée van Laarhoven
Renée van Laarhoven (Nijmegen, 15 oktober 1997) is een Nederlands hockeyster. Van Laarhoven speelde eerder voor Oranje Zwart en kwam van 2015 tot 2021 uit voor Kampong. Vanaf het seizoen 2021/2022 komt ze uit voor SCHC. 
Op 17 november 2018 debuteerde van Laarhoven in de Nederlandse hockeyploeg in een interland tegen Japan tijdens het Champions Trophy-toernooi in Changzhou, China. Met het Nederlandse team won ze in 2018 de 23e editie van de Champions Trophy.

## Erelijst
- Champions Trophy 2018
- Hockey Pro League 2021/2022
- Wereldkampioenschap 2022
- Europees Kampioenschap 2023
- Olympische spelen 2024

## Privé
Van Laarhoven heeft een relatie met hockeyer Sander de Wijn.
Felice Albers ·  
Joosje Burg  ·  
Pien Dicke ·  
Luna Fokke ·  
Yibbi Jansen ·  
Marleen Jochems ·  
Sanne Koolen ·  
Renée van Laarhoven ·  
Frédérique Matla ·  
Freeke Moes ·  
Laura Nunnink ·  
Lisa Post ·  
Pien Sanders ·  
Marijn Veen ·  
Anne Veenendaal (K) ·  
Maria Verschoor ·  
Xan de Waard  ·  
Coach: Paul van Ass